# Újezd u Chocně
Újezd u Chocně (en allemand : Auertschitz) est une commune du district d'Ústí nad Orlicí, dans la région de Pardubice, en Tchéquie. Sa population s'élevait à 339 habitants en 2024.

## Géographie
Újezd u Chocně se trouve à 5 km au sud de Čermná nad Orlicí, à 17 km au nord d'Ústí nad Orlicí, à 28 km à l'est de Pardubice et à 124 km à l'est de Prague.
La commune est limitée par Čermná nad Orlicí et Choceň au nord, par Plchovice, Bošín et Běstovice à l'est, par Choceň, Sruby et Dobříkov au sud, et par Horní Jelení à l'ouest.

## Histoire
La première mention écrite de la localité date de 1342.

## Transports
Par la route, Újezd u Chocně trouve à 5 km de Choceň, à 22 km d'Ústí nad Orlicí, à 34 km de Pardubice et à 145 km de Prague. 